# (2367) Praha
(2367) Praha (1981 AK1; 1942 EF; 1945 AB; 1952 HO; 1952 JM; 1960 VF; 1968 DG; 1970 YC; 1976 SE7; 1978 CG) ist ein ungefähr fünf Kilometer großer Asteroid des inneren Hauptgürtels, der am 14. April 1978 vom tschechischen Astronomen Antonín Mrkos am Kleť-Observatorium (IAU-Code 046) in der Nähe von Český Krumlov in der damaligen Tschechoslowakei entdeckt wurde.

## Benennung
(2367) Praha wurde nach Prag benannt. Die tschechische Hauptstadt hat eine lange Tradition in Astronomie, die in die Zeit von Tycho Brahe und Johannes Kepler zurückgeht, die beide dort wirkten.